# Хмельницкая и Староконстантиновская епархия
Хмельницкая и Староконстантиновская епархия — епархия Украинской православной церкви, объединяет приходы и монастыри на территории Виньковецкого, Волочисского, Деражнянского, Красиловского, Летичевского, Староконстантиновского, Старосинявского, Хмельницкого и Ярмолинецкого районов Хмельницкой области.

## Названия
- 1921—1932 — Проскуровская (викарная)
- 1955 — 22.06.1993 — Хмельницкая и Каменец-Подольская
- 22.06.1993 — 31.05.2007 — Хмельницкая и Шепетовская
- с 31.05.2007 — Хмельницкая и Староконстантиновская

## Епископы
Проскуровское викариатство Подольской епархии
- 25 мая 1921 — 16 сентября 1923 — Валериан (Рудич)
- сентябрь 1928 — 11 сентября 1932 — Димитрий (Галицкий)

Подольская епархия (с 1945 — кафедра в Проскурове (Хмельницком))
- 28 апреля 1946 — 3 июня 1948 — Панкратий (Кашперук)
- 3 июня 1948 — 27 декабря 1951 — Варлаам (Борисевич)
- 27 декабря 1951 — 10 марта 1953 — Анатолий (Бусел)
- 1953—1955 — Андрей (Сухенко) с 1954 — в/у, еп. Винницкий

Хмельницкая епархия (с 1955)
- 1 февраля 1955 — 5 сентября 1956 — Варлаам (Борисевич)
- 5 сентября 1956 — 14 августа 1961 — Иларион (Кочергин)
- 3 сентября 1961 — 12 января 1962 — Игнатий (Демченко)
1964—1990 — вдовство кафедры, управляется Винницкими архиереями
- 19 февраля — 20 марта 1990 — Феодосий (Дикун)
- 31 марта 1990 — 25 августа 1992 — Нифонт (Солодуха)
- 26 августа 1992 — 22 июня 1993 — Питирим (Старинский)
- 22 июня 1993 — 3 апреля 2023 — Антоний (Фиалко)
- с 3 апреля 2023 года — Виктор (Коцаба)

## Благочиннические округа
- Виньковецкий
- Волочисский
- Деражнянский
- Красиловский
- Летичевский
- Староконстантиновский
- Старосинявский
- Хмельницкий
- Хмельницко-градский
- Ярмолинецкий

## Монастыри
В епархии действуют четыре монастыря:
- Преображенский монастырь, женский, село Головчинцы.
- Рождество-Иоанно-Предтеченский мужской монастырь, село Великая Калиновка.
- Монастырь в честь иконы Божией Матери «Живоносный источник», женский, село Завалийки.
- Крестовоздвиженский монастырь, мужской, город Староконстантинов.